# Коуа
Ко́уа (Coua) — рід зозулеподібних птахів родини зозулевих (Cuculidae). Всі представники цього роду є ендеміками Мадагаскару.

## Опис
Коуа нагадують африканських турако (Musophagidae), як і вони мають ділянку голої шкіри навколо очей. Всеїдні, в раціон входять фрукти, насіння, листя, сік дерев, комахи, павуки, земноводні і дрібні плазуни.

## Види
Виділяють десять видів, включно з одним вимерлим
- † Коуа біловолий (Coua delalandei)
- Коуа чубатий (Coua cristata)
- Коуа малий (Coua verreauxi)
- Коуа синій (Coua caerulea)
- Коуа рудоголовий (Coua ruficeps)
- Коуа рудолобий (Coua reynaudii)
- Коуа східний (Coua coquereli)
- Коуа вохристогорлий (Coua cursor)
- Коуа великий (Coua gigas)
- Коуа рудоволий (Coua serriana)

Відомі також два викопні види: Coua primaeva і Coua berthae.

## Етимологія
Наукова назва роду Coua походить від малагасійського слова koa, яким називали цих птахів..